# Boia de rescat (Luftwaffe)
|  | No s'ha de confondre amb Boia de rescat. |

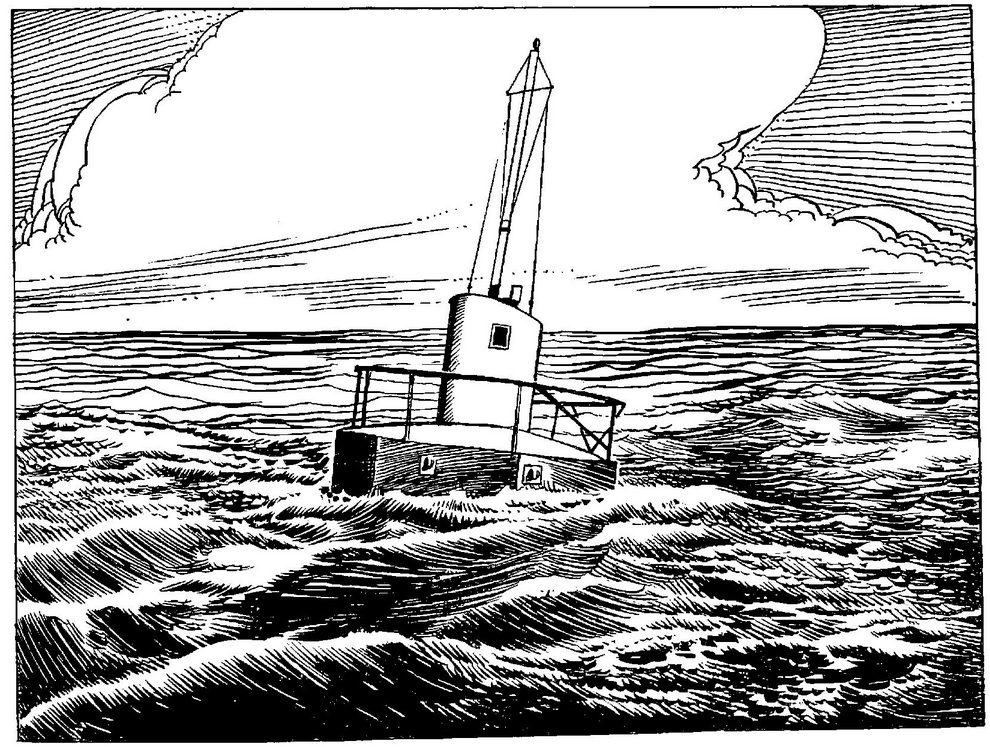
Una boia de rescat de la Luftwaffe al mar

La boia de rescat de la Luftwaffe (Rettungsboje) va ser dissenyada per poder proporcionar refugi als pilots o tripulació d'avions abatuts o obligats a fer un aterratge d'emergència sobre l'aigua.

## Història
Les boies es van desenvolupar per als pilots de la Luftwaffe abatuts mentre operaven sobre el Canal de la Mànega, i es van construir sota la direcció del Ministeri de Navegació Aèria alemanya el 1940 a proposta del General Ernst Udet, director general d'equipament de la Luftwaffe. Per això, un nom alternatiu per a ells va ser Udet-Boje .
Les boies inicials eren de disseny senzill, 2m d'alçada i 1m x 5m de mida, oferint poc en forma de refugi. Un pal de bandera permetia hissar una bandera o un llum, els subministraments incloïen un kit mèdic bàsic, racions de ferro, aigua, armilles salvavides i cordes. :91
Es va dissenyar una boia millorada i 50 es van fondejar al Canal de la Mànega durant 1940. :93

## Disseny de boia millorada

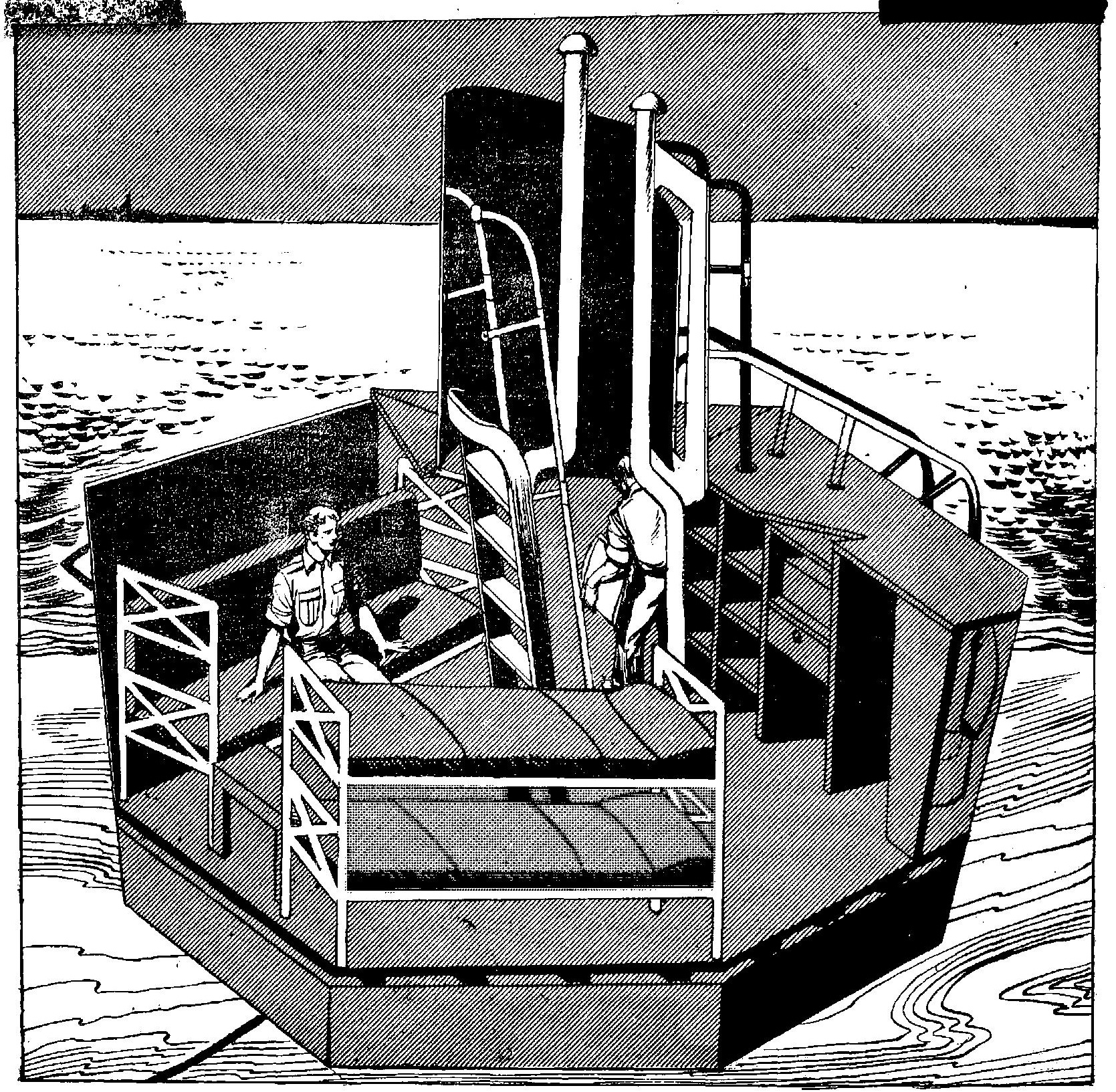
L'interior d'una boia de rescat de la Luftwaffe

Les boies eren de construcció quadrada o hexagonal i tenien una superfície d'uns 43 peus quadrats amb una cabina de 8 peus que s'elevava per sobre del flotador. A la coberta superior d'aquesta cabina, hi havia una torreta ovalada de 6 peus d'alçada amb un pal de senyal que portava una antena sense fil. Les baranes de tub a les quals podien enganxar-se els pilots angoixats corrien al llarg de la circumferència exterior per sota i per sobre de la línia de flotació. Una escala conduïa a la torreta, on hi havia una porta que s'obria cap al refugi interior.
Una corda de ratlles vermelles i grogues de 320 peus va ancorar la boia en un lloc fix, però va permetre una deriva limitada, indicant així la direcció del corrent a l'aeronau en perill. La boia es va pintar de groc clar per sobre de la línia d'aigua, i es van pintar creus vermelles sobre fons ovalats blancs a cada costat de la torreta. :91
La cabina va acollir còmodament quatre persones durant diversos dies i, en cas d'emergència, es va poder atendre les tripulacions de diverses aeronaus. S'il·luminava elèctricament amb piles d'emmagatzematge, però en cas d'avaria es van proporcionar làmpades de querosè o altres dispositius d'il·luminació. Hi havia dos llits de dos pisos i un espai d'armari adequat per a equips de primers auxilis, roba i calçat secs, racions d'emergència i subministrament d'aigua. El menjar calent es podria preparar en una estufa d'alcohol. També es van oferir cognac per alleujar el fred i cigarrets per calmar els nervis. Els jocs, la papereria, les cartes, etc. van permetre la diversió fins que es va efectuar el rescat. Els subministraments esgotats sempre es reemplaçaven immediatament a l'arribada del vaixell de rescat. Hi havia disponible un bot salvavides tubular per traslladar els aviadors abatuts de la boia al vaixell.
La senyalització es va aconseguir hissant una bola d'àncora negra i una bandera de ratlles grogues i vermelles al pal durant el dia. A la nit, llums vermelles i blanques a la torreta indicaven que a bord hi havia homes rescatats. Una llum blanca d'àncora al pal era visible durant 3.000 peus o més. Els senyals SOS que indicaven la ubicació de la boia van ser enviats automàticament per un transmissor sense fil d'emergència. Les pistoles de senyalització amb llums vermelles i blanques, bengales de paracaigudes de llum blanca o un aparell de senyalització de fum i socors completaven l'equip de senyalització. Altres equips incloïen taps per tapar els forats de bala a les parets de la cabina i una bomba per a l'expulsió de les filtracions.

## Rescat
Al estar en llocs fixos, es podien revisar una o dues vegades al dia: si s'ocupen, es podria convocar un hidroavió o un Flugsicherungboot (llançament d'alta velocitat). :92
Van salvar molts aviadors que els vaixells o els hidroavions podrien haver arribat massa tard per rescatar-los. :93

## Equivalent britànic

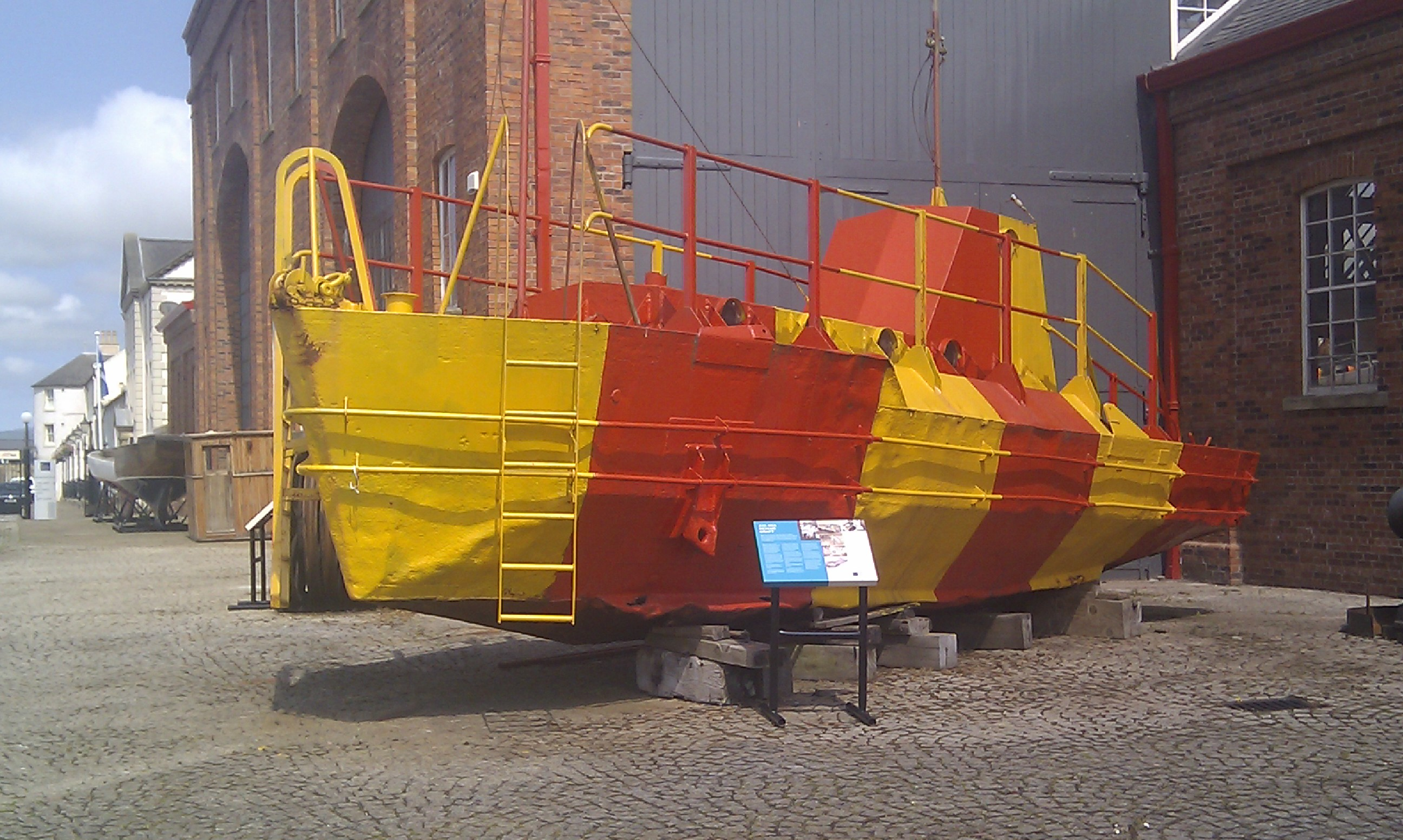
Air Sea Rescue Float, ASR-10, exposat al Museu Marítim Escocès d'Irvine, 2013

També es va desenvolupar i desplegar l'equivalent britànic, l' Air-Sea Rescue Float. Van utilitzar un casc en forma de vaixell d'acer soldat. Es van construir setze, i es van desplegar sota les principals rutes que van prendre els bombarders cap a i des de l'Europa continental. Estaven equipats amb instal·lacions de cuina, banderes de senyalització, una ràdio i sis lliteres. Es portaven menjar, mantes, roba, aigua potable i material de primers auxilis.
Un exemple: l'ASR-10 es troba a la col·lecció del Museu Marítim Escocès. Durant la guerra, es va desplegar al Canal de la Mànega a Dover. A la dècada de 1950 es va convertir en un iot però des de llavors s'ha restaurat a la seva configuració original.

## Ús de defensa
Es va incorporar una boia de rescat a l'entrada del port de Braye Harbour a Alderney ocupat pels alemanys, se suposa que tripulada per tres homes armats amb una metralladora. :95

## En el cinema
Els Rettungsbojen han aparegut a pel·lícules del període de la Segona Guerra Mundial: One of Our Aircraft Is Missing (1942) i We Dive at Dawn (1943).